# Arènes de Gamarde-les-Bains
Les arènes de Gamarde-les-Bains sont les arènes municipales de la commune de Gamarde-les-Bains, située dans le département français des Landes.
Principalement dédiées à la course landaise, elles sont aménageables en tant que salle de basket-ball, dans laquelle évolue l'équipe de Dax Gamarde basket 40.

## Historique
Prenant la suite des arènes éphémères, un nouvel édifice permanent est construit entre 1996 et 1997, grâce à la collaboration de bénévoles gamardais passionnés de course landaise ; leur profil est inspiré des arènes espagnoles,. Elles sont homologuées par la Fédération française de la course landaise.
Au début des années 2010, les arènes font l'objet d'un projet de couverture. Les travaux sont réalisés de 2011 à 2015, l'édifice bénéficie ainsi d'une fermeture vitrée latérale et d'un toit toilé,. La capacité est portée à 2 000 places, et cette fermeture permet d'utiliser les arènes à des fins multiculturelles et non uniquement centrées sur la course landaise. Depuis les travaux, elles accueillent des corridas organisées par la Peña gamardaise.
Elles sont homologuées en tant que salle de basket-ball vis-à-vis du comité des Landes de basket-ball. Le club local de l'Union Dax Gamarde Goos, renommé Dax Gamarde basket 40 en 2015, évolue ainsi dans les arènes de Gamarde-les-Bains en alternance avec la salle Maurice-Boyau de Dax.
À partir de 2016, les arènes accueillent les finales masculine et féminine de la Coupe des Landes, jusque là organisées dans les arènes de Pomarez, plus petites que leurs homologues de Gamarde-les-Bains. Pour cet événement, l'édifice est aménagé afin d'accueillir entre 3 400 et 3 500 spectateurs.